# Свадба (филм)
Свадба је југословенски филм снимљен 1973. године у режији Радомира Шарановића. Сценарио је заснован на истоименом роману Михаила Лалића из 1950.

## Радња
Радња се одвија 1943. године. Четници заједно са Италијанима воде борбе против комуниста. Четнички одреди под заповедништвом мајора Павла Ђуришића (Лимско-санџачки одреди) су у Колашину. У овом граду налази се затвор за заробљене комунисте-партизане. Мајор Ђуришић отказује послушност Врховном заповедништву ЈВ-а априла исте године и наставља борбу против комуниста заједно са Немцима. Међутим, Немци покрећу операцију "Шварц" против четника. Мајор Ђуришић сачекује Немце у Колашину рачунајући на савезништво, а они без борбе заузимају град и разоружавају четнике.

## Улоге
| Глумац                 | Улога               |
| ---------------------- | ------------------- |
| Драгомир Бојанић Гидра | Тадија Чемеркић     |
| Михаило Јанкетић       | Душко Томeрић       |
| Владимир Поповић       | Мишо Вуковић        |
| Зураб Капианидзе       | Јошо Марковић       |
| Вaлeнтин Никулин       | Момо                |
| Вацлaв Дворжецки       | Љубо                |
| Васја Станковић        |                     |
| Свјетлана Кнежевић     | Душкова девојка     |
| Вaсилиј Симчич         |                     |
| Александар Биструшкин  |                     |
| Мило Мирановић         | Четнички капетан    |
| Михaил Голубович       |                     |
| Чедомир Вукaновић      |                     |
| Владимир Татосов       |                     |
| Вељко Мандић           | Мајор Павле Ђуришић |
| Љиљана Контић          | Мештанка            |
| Јован Никчевић         | Затвореник          |
| В. Прокопeнко          | Немачки војник      |
| Гојко Ковачевић        |                     |
| Леонид Бакштајев       | Немачки мајор       |

## Награде
Драгомир Бојанић Гидра је за улогу партизана Тадије Чемеркића на Филмском фестивалу у Пули 1974. награђен Златном ареном за најбољег глумца.